# Les Insurgés d'Edaleth
Les Insurgés d’Edaleth est une série de bande dessinée en trois albums publiée entre 2004 et 2007 dans la collection Mondes Futurs chez Soleil Productions ; elle est l'œuvre de Nicolas Tackian et Stéphane Miquel au scénario avec Alain Brion au dessin.

## Synopsis
Alamut, la capitale de la galaxie d'Irth, n'est plus qu'un vaste champ de batailles. Le commandeur Braso tente de s'enfuir et d'échapper à la haine des insurgés d'Edaleth fomentée par un ex-compagnon de route, Mayak le Libérateur. Fin tacticien, ce dernier a su s'attirer les grâces de deux femmes d'exception, Ama et Leïna, qui ont joué un rôle décisif dans la victoire finale. Ainsi, Braso le dictateur va bientôt laisser sa place à Mayak le démocrate. C'est du moins ce que laissent penser les beaux discours du grand sauveur du peuple des opprimés.

## Albums
1. Cantiques, avril 2004  (ISBN 2-84565-746-3)[1].
2. Croisade, octobre 2005  (ISBN 2-84946-099-0)[2],[3].
3. Libération, novembre 2007  (ISBN 978-2-84946-936-1)[4],[5].